# Narcyz Mieczkowski
Narcyz Mieczkowski (ur. 23 stycznia 1905 r.; zm. 5 czerwca 1977 r.) – polski działacz partyjny, członek PZPR, radny Miejskiej Rady Narodowej, siódmy przewodniczący prezydium Miejskiej Rady Narodowej Kłodzka w latach 1962–1965. 
W 1954 został wybrany do Miejskiej Rady Narodowej w Kłodzku. Został wybrany przewodniczącym jej prezydium 10 lipca 1962. Stanowisko to sprawował do końca III kadencji rady. Za jego kadencji miasto borykało się z problemami aprowizacyjnymi przejawiającymi się ciągłym brakiem takich towarów jak m.in.: mięso, kawa, ryż i papierosy o co wraz z władzami powiatowymi apelowano do władz centralnych. Rozpoczęto też budowę osiedla im. Gustawa Morcinka.